# Klasa społeczna
Klasa społeczna – jeden z podstawowych terminów służących do określania stratyfikacji społeczeństwa. Termin ten wprowadzony został przez Hegla, który wyróżniał klasy: rolniczą, przemysłową i myślącą.

## Ujęcie klasy społecznej przez Karola Marksa
Karol Marks rozumie pojęcie klasy społecznej dwojako, co często prowadzi do nieporozumień i błędnej interpretacji.
Z jednej strony Marks rozważa klasę społeczną jako pojęcie historyczne: w tym wypadku struktura klasowo-warstwowa u Marksa jest rozbudowana, nigdy nie jest dualistyczna. Uogólniając można powiedzieć, że klasa społeczna w sensie historycznym przez Marksa jest rozumiana tak, jak obecnie rozumiemy grupę społeczną – posiada wszystkie jej definiensy (wyjaśnienie profesora Kłopota (Instytut Socjologii UWr)). W społeczeństwie kapitalistycznym klasy społeczne w rozumieniu historycznym to odpowiedniki stanów – mamy zatem strukturę klasowo-warstwową składającą się z wielkich właścicieli, właścicieli środków produkcji, drobnomieszczan, chłopów i robotników.
Marks akcentuje, że grupa społeczna może mieć różne cechy położenia klasowego.
Z drugiej strony Marks definiuje klasę społeczną jako pojęcie socjologiczno-ekonomiczne. W tym ujęciu mamy u Marksa strukturę dualistyczną – dwie klasy antagonistyczne, których konflikt jest motorem dziejów. W społeczeństwie kapitalistycznym klasy te to właściciele środków produkcji – burżuazja oraz robotnicy – proletariat. Zgodnie z najpopularniejszą definicją Lenina klasy w ujęciu socjologiczno-ekonomicznym wyróżniają się:
- miejscem w historycznie ukształtowanym sposobie produkcji;
- określonym stosunkiem do środków produkcji (w kategoriach posiadają/nie posiadają);
- rolą i miejscem w społecznej organizacji sposobu produkcji;
- sposobem uczestnictwa w podziale dochodu.

Klasa społeczna w rozumieniu socjologiczno-ekonomicznym była dla Marksa nie tylko kategorią analityczną, lecz miała lub mogła mieć (w różnych jego pismach inaczej problem jest ujmowany) znamiona wspólnoty. W tym względzie Marks ujmował je w dwóch typach: klasa w sobie i klasa dla siebie. W ujęciu marksowskim podział społeczeństwa ogranicza się do dwóch klas rozumianych socjologiczno-ekonomicznie: proletariatu i burżuazji, między którymi zachodzi immanentny konflikt, ponieważ tylko burżuazja jest klasą posiadającą środki produkcji, natomiast proletariat jest klasą wyzyskiwaną (zob. walka klas). Dzięki postrzeganiu wzajemnym swojego położenia przez proletariuszy rodzi się świadomość klasowa, a wraz z nią antagonizm wobec burżuazji.
Marks uważał, że poprzez uświadomienie własnego położenia ekonomicznego członkowie klas społecznych podlegają procesowi grupotwórczemu, poprzez co z klasy w sobie wytwarza się klasa dla siebie. Według niego proces ten w wyniku eksploatacji robotników w systemie kapitalistycznym miałby dotyczyć przede wszystkim proletariatu. Natomiast rozwój organizacji robotniczych, w tym związków zawodowych oraz partii komunistycznych, miał doprowadzić do utworzenia społeczeństw socjalistycznych, a w przyszłości komunistycznych, które byłyby społeczeństwami bezklasowymi.
Włodzimierz Lenin określił klasy społeczne jako wielkie grupy ludzi, różniące się między sobą miejscem zajmowanym w historycznie określonym systemie produkcji społecznej, stosunkiem (przeważnie usankcjonowanym i ustalonym przez prawo) do środków produkcji, rolą w społecznej organizacji pracy i – co za tym idzie – sposobem otrzymywania i rozmiarami tej części bogactwa społecznego, którą rozporządzają. Klasy – to takie grupy ludzi, z których jedna może przywłaszczać sobie pracę drugiej, dzięki różnicy miejsca, jakie zajmują w określonym systemie gospodarki społecznej. Miejsce danej klasy w systemie społecznej produkcji i podziału uwarunkowane jest przede wszystkim jej stosunkiem do środków produkcji, tj. jej stosunkami własności. Jest to główna cecha klasy, wyrażająca jej istotę społeczną.

## Klasa społeczna w ujęciu Maxa Webera
Koncepcje klasy społecznej pojawiały się w wielu wariantach w socjologii wraz ze zmianami zachodzącymi w składzie społecznym, ekonomicznym i kulturowym kolejnych form społeczeństwa. O ile dla Marksa podział na klasy był jedynym istotnym podziałem społeczeństwa, z którego wynikają dalsze podziały, o tyle Max Weber poza klasami, które rozumiał jako odrębne kategorie ekonomiczne (traktowane tylko jako kategorie analityczne, a nie wspólnotowe) wyodrębniał także stany i partie.
W jego ujęciu podział klasowy był bardziej skomplikowany, niż biegunowy podział Marksa. Wymieniał on trzystopniowy podział klasowy:
- klasy własności – gdzie wyróżniał uprzywilejowanych rentierów oraz przeciwstawnie wobec nich ustosunkowane osoby nieposiadające własności czy dłużników;
- klasy zawodowo-dochodowe – gdzie z jednej strony istnieli przemysłowcy, a wobec nich na przeciwnym biegunie znajdowali się pracownicy najemni;
- klasy społeczne – wyodrębniające się na wielu płaszczyznach kategorie społeczne, zbliżone do stanów.

W przypadku klas właścicieli i klas zawodowo dochodowych zakładał istnienie klas pośrednich pomiędzy nimi.

## Podział na klasy Williama Warnera
William Warner podzielił społeczeństwo na klasy ze względu na sumaryczny wskaźnik ekonomiczny i prestiżu społecznego. W tym ujęciu występują trzy klasy: klasa wyższa, klasa średnia i klasa niższa, a każda z nich dzieli się jeszcze na wyższą i niższą. We współczesnej socjologii amerykańskiej występuje także podział 9-stopniowy. Każda z 3 klas dzieli się na trzy podklasy.

## Podział na klasy polityczne Geatano Mosca
Geatano Mosca w roku 1939 w pracy Elementi di scienza politica dokonał podziału na klasy rządzące i klasy rządzone, charakterystyczne dla wszystkich społeczeństw oprócz społeczeństw pierwotnych. Klasy te są charakterystyczne dla społeczeństw posiadających własną suwerenność państwową. Klasa rządząca w jego ujęciu dzieli się na dwie warstwy, pierwsza, to osoby zajmujące istotne pozycje w aparacie władzy. Druga warstwa w klasie rządzącej to biurokracja i klasa średnia, w szczególności osoby zajmujące wysokie pozycje w wojsku, biznesmeni czy związki zawodowe, mogące wpływać na życie polityczne.

## Podział na klasy Pierre’a Bourdieu
W ujęciu Pierre’a Bourdieu klasy społeczne dzielą się na dominującą, średnią i niższą, ze względu na kapitał społeczny, kulturowy, ekonomiczny i symboliczny, a każda z klas dzieli się na trzy frakcje: dominującą, pośrednią i zdominowaną.

## Podział na klasy w społeczeństwie informacyjnym
W przypadku analiz społeczeństwa informacyjnego wyodrębniony został podział klasowy przez Umberta Eco na digitariat, cogitariat i proletariat.
Obecnie w socjologii nie ma jasnego stanowiska wobec tego, który z podziałów klasowych należy uznać za odpowiedni. Często też dochodzi do nieporozumień i sporów terminologicznych wynikających z używania pojęcia klasa społeczna w różnych znaczeniach.